# Mokolodi
Mokolodi – wieś w Botswanie w dystrykcie Kweneng. Według spisu ludności z 2011 roku wieś liczyła 624 mieszkańców.